# Rajkut
Rajkut (en népalais : राजकुट) est un comité de développement villageois du Népal situé dans le district de Baglung. Au recensement de 2011, il comptait 2 689 habitants.